# REDengine
REDengine es un motor de juego desarrollado por CD Projekt Red exclusivamente para sus juegos de rol electrónicos no lineales . Es el reemplazo del Aurora Engine que CD Projekt Red había licenciado previamente de BioWare para el desarrollo de The Witcher.

## Recursos
REDengine es portátil entre plataformas de software de 32 y 64 bits y se ejecuta en Microsoft Windows . REDengine se utilizó por primera vez en The Witcher 2: Assassins of Kings para Microsoft Windows . REDengine 2, una versión actualizada de REDengine utilizada en The Witcher 2, también se ejecuta en Xbox 360 y OS X y Linux, sin embargo, estas traducciones (o porteos) se crearon utilizando una capa de compatibilidad similar a Wine, llamada eON. REDengine 3 fue diseñado exclusivamente para una plataforma de software de 64 bits y también se ejecuta en PlayStation 4 y Xbox One .

## Versiones

### REDengine 2
REDengine 2 usó middleware como Havok para física, Scaleform GFx para interfaz de usuario y FMOD para audio. El motor se usó en el port para Xbox 360 de The Witcher 2 .

### REDengine 3
REDengine 3 fue diseñado para ejecutarse exclusivamente en una plataforma de software de 64 bits . CD Projekt Red creó REDengine 3 con el objetivo de desarrollar entornos de videojuegos de mundo abierto, como los de The Witcher 3: Wild Hunt .
Introduce mejoras en las animaciones faciales y de otro tipo. Los efectos de iluminación ya no sufren de relación de contraste reducida . REDengine 3 también admite efectos volumétricos, lo que permite la representación avanzada de nubes, niebla, neblina, humo y otros efectos de partículas. También hay soporte para texturas y mapeos de alta resolución, así como física dinámica y un sistema avanzado de sincronización de labios de diálogo. Sin embargo, debido a las limitaciones del flujo de texturas, el uso de texturas de alta resolución puede no ser siempre el caso.
REDengine 3 tiene un renderizador flexible listo para canalizaciones diferidas o avanzadas + renderizadas . El resultado es una amplia gama de efectos cinematográficos, que incluyen bokeh de profundidad de visión, rejilla de color y destellos de lente asociados con iluminación múltiple.
El sistema de terreno en REDengine 3 utiliza mosaicos y capas de materiales variados, que se pueden mezclar fácilmente.

### REDengine 4
Cyberpunk 2077 utilizará REDengine 4, la próxima iteración de REDengine.
Cuenta con soporte para iluminación global con trazado de rayos y otros efectos, y esta técnica estará disponible en Cyberpunk 2077 .

## Juegos usando REDengine
| Título                                             | Plataformas       | Fecha de lanzamiento    | Referencias |
| REDMotor 1                                         | REDMotor 1        | REDMotor 1              | REDMotor 1  |
| -------------------------------------------------- | ----------------- | ----------------------- | ----------- |
| The Witcher 2: Assassins of Kings                  | Microsoft Windows | 17 de Mayo de 2011      |             |
| The Witcher 2: Assassins of Kings                  | Mac OS            | 17 de Mayo de 2011      |             |
| Motor rojo 2                                       |                   |                         |             |
| The Witcher 2: Assassins of Kings Edición mejorada | Microsoft Windows | 17 de Abril de 2012     |             |
| The Witcher 2: Assassins of Kings Edición mejorada | Xbox 360          | 17 de Abril de 2012     |             |
| The Witcher 2: Assassins of Kings Edición mejorada | Mac OS            | 17 de Abril de 2012     |             |
| The Witcher 2: Assassins of Kings Edición mejorada | linux             | 17 de Abril de 2012     |             |
| Motor rojo 3                                       |                   |                         |             |
| The Witcher 3: Wild Hunt                           | Microsoft Windows | 19 de Mayo de 2015      | [ 10 ]      |
| The Witcher 3: Wild Hunt                           | PlayStation 4     | 19 de Mayo de 2015      | [ 10 ]      |
| The Witcher 3: Wild Hunt                           | Xbox One          | 19 de Mayo de 2015      | [ 10 ]      |
| The Witcher 3: Wild Hunt - Edición completa        | Nintendo Switch   | 15 de Octubre de 2019   | [ 11 ]      |
| REDMotor 4                                         |                   |                         |             |
| Cyberpunk 2077                                     | Microsoft Windows | 10 de Diciembre de 2020 | [ 12 ]      |
| Cyberpunk 2077                                     | PlayStation 4     | 10 de Diciembre de 2020 | [ 12 ]      |
| Cyberpunk 2077                                     | Xbox One          | 10 de Diciembre de 2020 | [ 12 ]      |
| Cyberpunk 2077                                     | Playstation 5     | 10 de Diciembre de 2020 | [ 12 ]      |
| Cyberpunk 2077                                     | Google Stadia     | 10 de Diciembre de 2020 | [ 12 ]      |
| Cyberpunk 2077                                     | Xbox Series X/S   | 10 de Diciembre de 2020 | [ 12 ]      |